# Mafalda (komiks)
Mafalda – tytuł argentyńskich komiksów autorstwa Quino. Seria ukazywała się w latach 60. i 70. XX wieku. Główna bohaterka, tytułowa Mafalda, to dziewczynka przynależąca do argentyńskiej klasy średniej, bezkompromisowo nastawiona do świata. Jest głęboko zaangażowana w sprawy ludzkości, nie akceptuje świata w jego obecnym kształcie. Rysunki przedstawiające Mafaldę i grupę jej przyjaciół ukazywały się w Ameryce Łacińskiej, Europie i Azji w latach 1964–1973. Mafalda została przetłumaczona na ponad 30 języków, na jej podstawie powstały również dwie serie kreskówek i jeden film animowany.

## Historia
Postać Mafaldy powstała w 1962 roku z myślą o historyjce reklamowej mającej ukazać się w dzienniku „Clarín”. Zleceniodawca (producent AGD) zażyczył sobie, aby jej główną bohaterką była dziewczynka o imieniu zaczynającym się na sylabę MA. Kampania reklamowa ostatecznie nie została zrealizowana, gdyż dziennik „Clarín” zerwał kontrakt z firmą.
Julián Delgado – ówczesny starszy redaktor tygodnika „Primera Plana”, a zarazem przyjaciel Quino – namówił rysownika do rozwinięcia pomysłu. W konsekwencji Mafalda zaczęła się regularnie ukazywać w wyżej wspomnianym periodyku poczynając od 29 września 1964 roku. Początkowo bohaterami rysunków byli wyłącznie Mafalda i jej rodzice. Felipe wkroczył na scenę w styczniu 1965 roku. Dwa miesiące później, na skutek prawnego konfliktu Mafalda przestała ukazywać się w Primera Plana.
15 marca tego samego roku stołeczny dziennik Mundo przystąpił do drukowania przygód Mafaldy (pięcioletniej wówczas dziewczynki). Treść historyjek miała nawiązywać do bieżących wydarzeń. W ciągu następnych tygodni Quino stworzył postaci Manolito, Susanity i Miguelita. Jednak gazeta przestała istnieć 22 grudnia 1967 roku, w momencie gdy mama Mafaldy zaszła w ciążę.
Reaktywacja Mafaldy nastąpiła sześć miesięcy później (2 czerwca 1967) za sprawą tygodnika „Siete Días Ilustrados”. Z uwagi na fakt że rysunki musiały docierać do redakcji minimum dwa tygodnie przed publikacją, komentarze Quino na temat otaczającej rzeczywistości nie mogły być tak aktualne jak w poprzednich edycjach. Grono bohaterów zostało kolejno poszerzone o Guille – brata Mafaldy – i Libertad – jej maciupeńką koleżankę. 25 czerwca 1973 roku Quino przestał regularnie tworzyć Mafaldę.
Mafalda pojawiła się jeszcze kilkakrotnie, zwłaszcza jako orędowniczka na rzecz praw człowieka. W 1976 Quino zaprojektował plakat promujący Konwencję Praw Dziecka UNICEF-u.

## Postacie
- Mafalda: główna bohaterka; uwielbia brytyjski zespół The Beatles i nie cierpi zupy; ma bardzo krytyczne spojrzenie na otaczającą rzeczywistość ze zdecydowanie feministycznym zabarwieniem; jej głównym zmartwieniem są brak pokoju na świecie i nierówności społeczne; w przyszłości chce być tłumaczką i pracować dla ONZ.
- Mama: pełnoetatowa pani domu; w młodości była świetnie zapowiadającą się pianistką, jednak porzuciła studia zaraz po wyjściu za mąż; Mafalda nie może jej tego wybaczyć.
- Tata: skromny pracownik agencji ubezpieczeniowej; jego pasją są rośliny doniczkowe; jest właścicielem kultowego Citroëna 2CV.
- Felipe: najlepszy przyjaciel Mafaldy, starszy od niej o rok; ma wielki problem z wypełnianiem szkolnych obowiązków, notorycznie buja w obłokach; świetnie gra w szachy, zaczytuje się w komiksach, potajemnie kocha się w Muriel; autor wyznał, że najbardziej utożsamiał się z tą właśnie postacią.
- Manolito: kapitalista z krwi i kości; jego ojciec prowadzi dzielnicowy sklepik, w którym Manolito na co dzień pracuje; marzy mu się finansowa kariera – kocha dolary; nie znosi Beatlesów i konkurencji.
- Susanita: wzorcowa przedstawicielka burżuazji; bardzo konserwatywna; agentka patriarchatu: marzy o gromadce dzieci i roli wzorowej gospodyni domowej; obca jej jest walka o prawa kobiet; nie znosi Manolita; bardzo romantyczna i egoistyczna; ćwiczy się w uprawianiu hipokryzji doskonałej, co jednak nie zawsze jej wychodzi.
- Miguelito: młodszy od pozostałych bohaterów; bardziej infantylny i egocentryczny; jego włosy przypominają liście sałaty; ma bardzo surową i pedantyczną matkę; dziadek Miguelita z nostalgią wspomina czasy Mussoliniego i faszeruje umysł wnuka totalitarnymi ideami.
- Guille: młodszy brat Mafaldy; całkowicie uzależniony od smoczka; w przeciwieństwie do siostry uwielbia zupę; wspólnie opiekują się żółwiem zwanym Biurokracja.
- Libertad: maciupeńka koleżanka Mafaldy; jej imię oznacza Wolność; mała komunistka; marzy o rewolucji; jej matka tłumaczy książki z języka francuskiego.

## Chronologia
- 15 marca 1962: Quino tworzy postać Mafaldy, która początkowo miała reklamować sprzęt AGD.
- 1964: w dodatku humorystycznym Gregorio, dołączonym do czasopisma Leoplan ukazują się trzy obrazki z Mafaldą w roli głównej.
- 29 września 1964: Mafalda zaczyna się regularnie ukazywać w tygodniku Primera Plana; Mafaldzie towarzyszy na razie jej tata.
- 6 października 1964: na scenę wkracza mama Mafaldy.
- 19 stycznia 1965: pojawia się Felipe.
- 15 marca 1965: Quino nawiązuje współpracę z dziennikiem El Mundo; Mafalda idzie do przedszkola.
- 29 marca 1965: Quino rysuje Manolito.
- 6 czerwca 1965: Mafalda zdobywa pierwszą koleżankę – Susanitę.
- luty 1966: Mafalda poznaje Miguelito.
- sierpień 1967: mama Mafaldy zachodzi w ciążę.
- 22 grudnia 1967: dziennik El Mundo przestaje istnieć i rysunki nie ukazują się przez następnych pięć miesięcy.
- 21 marca 1968: na świat przychodzi Guille, jednak przygody Mafaldy nadal nie są publikowane.
- 2 czerwca 1968: Mafalda zaczyna się ukazywać na łamach tygodnika Siete Días Ilustrados (cztery razy w tygodniu).
- końcówka 1969: tata Mafaldy kupuje Citroëna 2CV (ekonomiczne autko, typowe dla argentyńskiej klasy średniej lat sześćdziesiątych i siedemdziesiątych).
- luty 1970: Mafalda spotyka Libertad.
- 25 czerwca 1973: ukazuje się ostatni tom Mafaldy.
- 1976: Quino tworzy plakat z Mafaldą w roli głównej w ramach kampanii promującej Deklarację Praw Dziecka.

W Polsce w 1985 r. w cyklu Literatura na Świecie dla dzieci i młodzieży ukazała się kompilacja Mafalda.

## Pozostałe informacje
- miasto Buenos Aires postanowiło oddać cześć Mafaldzie nazywając jeden ze stołecznych placów jej imieniem[4]
- na fasadzie budynku, w którym Quino mieszkał i tworzył przygody Mafaldy znajduje się tablica pamiątkowa (ulica Chile 371 w dzielnicy San Telmo)
- na stacji metra Perú (linia A) znajduje się mural poświęcony Mafaldzie
- rysunek Quino pojawił się też w dość makabrycznych okolicznościach; w 1976 miała miejsce tzw. Masakra z San Patricio, w której zamordowanych zostało trzech księży pallotynów i dwóch seminarzystów; na ciele jednej z ofiar znaleziono rysunek, na którym Mafalda mówi co następuje wskazując na policyjną pałkę: „To patyk do tępienia ideologii”